# Giuseppe Capogrossi
Giuseppe Capogrossi Guarna (Roma, 7 marzo 1900 – Roma, 9 ottobre 1972) è stato un pittore italiano.

## Biografia
Di nobile origine, figlio di Guglielmo Capogrossi Guarna e di Beatrice Tacchi Venturi, sorella di Pietro, fece gli studi classici e si laureò in Giurisprudenza alla Sapienza.
Nel 1923-24 studiò pittura con Felice Carena e nel 1927 si recò a Parigi con Fausto Pirandello. Questo fu il primo viaggio in quello che allora era il centro culturale europeo, al quale ne seguirono parecchi altri negli anni successivi.
Nel 1930 partecipò alla XXVII Biennale di Venezia e, a partire dalla III Sindacale Romana (1932), prese parte regolarmente alle Sindacali, alla Biennale di Venezia e alla Triennale di Milano, talvolta presentando parecchie opere.

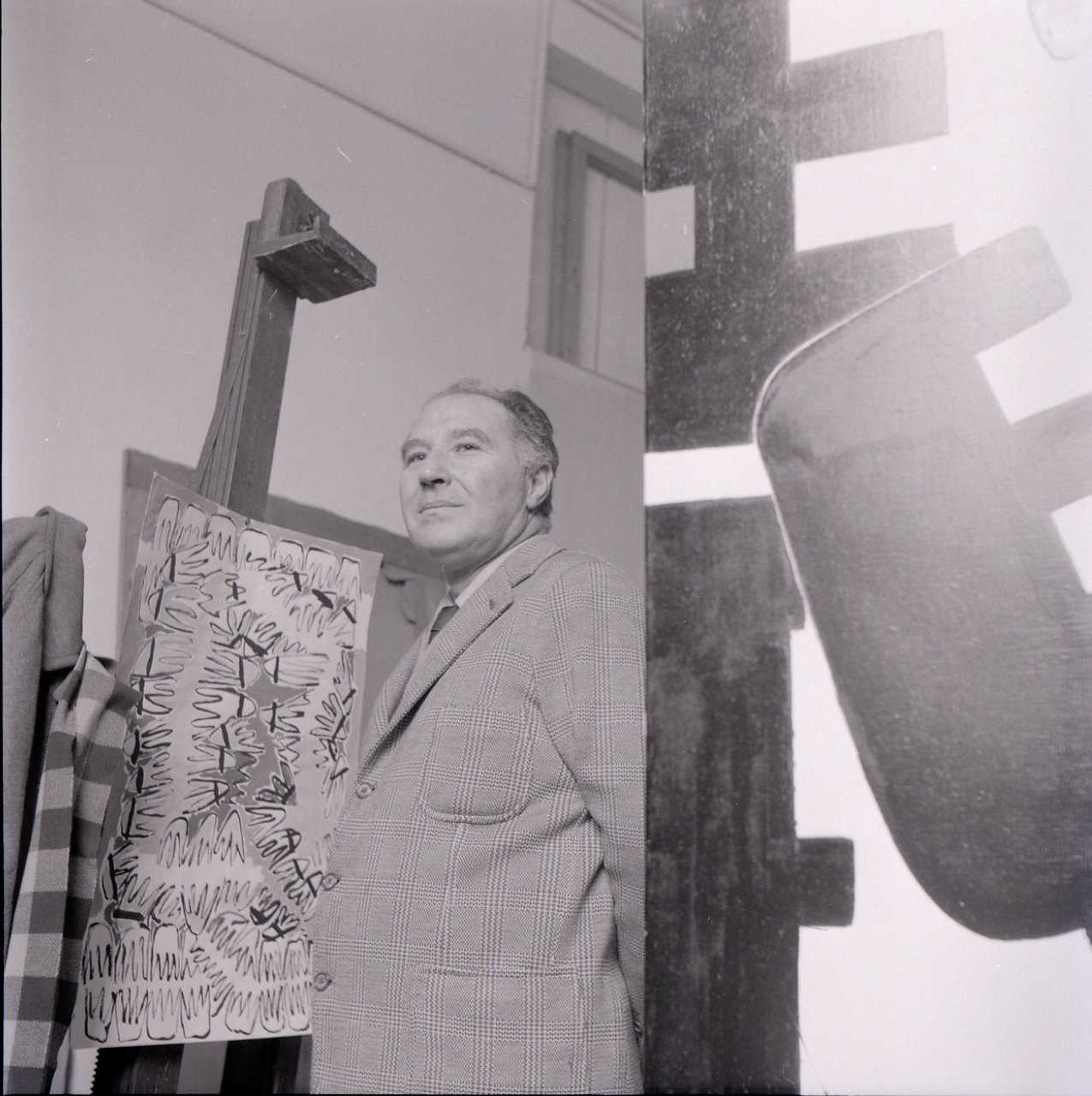
Giuseppe Capogrossi fotografato nel suo studio da Paolo Monti, 1972 (Fondo Paolo Monti, BEIC)

Insieme con Corrado Cagli, Emanuele Cavalli ed Eloisa Michelucci, nel 1932, alla Galleria Roma e l'anno successivo alla Galleria il Milione di Milano e alla Galleria Jacques Bojean di Parigi (con Cagli, Cavalli, e Sclavi) espose alcune delle sue opere. Il critico Waldemar George conierà il termine "Ecole de Rome", diventato famoso come "Scuola romana".
Nel 1933 firmò con Melli e Cavalli il "Manifesto del Primordialismo Plastico" e nel 1935, a San Francisco, partecipò alla collettiva itinerante "Exhibition of Contemporary Italian Painting".
Le prime mostre del dopoguerra (1947) alla Galleria il Cortile di Roma corrispondono ad un rinnovamento del linguaggio, che approda alla Pittura Astratta.
Alla galleria del Secolo di Roma, in occasione di una personale, aveva presentato una sua nuova maniera voltando improvvisamente le spalle alla realtà ed al figurativismo in genere.
Esponente della Scuola romana, quindi, Capogrossi fu una figura di notevole rilievo nel panorama dell'informale italiano insieme con Lucio Fontana e Alberto Burri.
Partecipò al Premio Bergamo nel 1939, 1940 e 1942 e più volte alla mostra Documenta di Kassel e alla Biennale di San Paolo del Brasile.
Nel 1950 partecipa alla fondazione del Gruppo Origine, insieme a Mario Ballocco, Alberto Burri ed Ettore Colla.
Nel 1958 una sua opera "Superficie 210" del 1957 viene acquisita dalla Fondazione Solomon R. Guggenheim di New York.
Nel 1960 espose, inoltre, alla II Biennale Internazionale di Tokyo.
Nel 1963-64 espose alla mostra Peintures italiennes d'aujourd'hui, organizzata in medio oriente e in nordafrica.
Nel 2012-2013 si svolge una retrospettiva di Capogrossi alla Collezione Peggy Guggenheim di Venezia, sotto l'Alto Patronato del Presidente della Repubblica e con il patrocinio del Ministero per i Beni e le Attività Culturali.

## Archivio
Nel 1972, in seguito alla scomparsa di Giuseppe Capogrossi, i suoi eredi hanno iniziato a raccogliere il materiale documentario e librario riguardante l'attività dell'artista al fine di valorizzare e tutelare la sua figura e la sua opera. Con l'istituzione della Fondazione Archivio Capogrossi il fondo archivistico e il materiale librario hanno trovato una loro sede dedicata, aperta a studiosi e ricercatori. La Fondazione, oltre che promuovere, sviluppare e coordinare le attività culturali volte ad approfondire gli studi sull'attività artistica di Giuseppe Capogrossi, continua ad aggiornare e integrare il fondo archivistico e librario, rendendolo progressivamente consultabile. Il fondo è costituito da corrispondenza, fotografie, manifesti, documentazione sulle opere del periodo figurativo e astratto, cataloghi di mostre e di aste e da una biblioteca di circa 350 volumi.
Un altro fondo di Capogrossi con documentazione dal 1943 al 1986) è costituito da un totale di 157 documenti e 39 fascicoli, ed è conservato presso: Galleria nazionale d'arte moderna e contemporanea di Roma. Il fondo è costituito da una raccolta di saggi e scritti di e su Giuseppe Capogrossi, corrispondenza, documentazione diversa (pieghevoli, programmi, inviti e dépliant) riguardante mostre ed eventi e documenti personali, tra i quali attestati e premi. Il fondo contiene anche una raccolta di rassegna stampa dal 1950 al 1986 e alcune riproduzioni fotografiche di opere non solo dell'artista. Al nucleo documentario è aggregato un fondo librario costituito da volumi e periodici, per un totale di 279 pezzi.

## Giuseppe Capogrossi nei musei
- Galleria nazionale d'arte moderna e contemporanea di Roma
- Palazzo Merulana di Roma
- Museo nazionale d'Abruzzo sezione d'arte del novecento dell'Aquila
- Pinacoteca Civica di Savona
- Palazzo Collicola arti visive - Museo Carandente di Spoleto
- Museo del Novecento di Milano
- Peggy Guggenheim Collection di Venezia
- Civico Museo d'Arte Moderna e Contemporanea di Anticoli Corrado (RM)
- MAGI '900 - Museo delle eccellenze artistiche e storiche di Pieve di Cento (BO)
- Museo Palazzo Ricci di Macerata
- MACC di Calasetta
- Palazzo Romagnoli di Forlì
- Collezione Roberto Casamonti, Firenze

Opere di Capogrossi fotografate da Paolo Monti
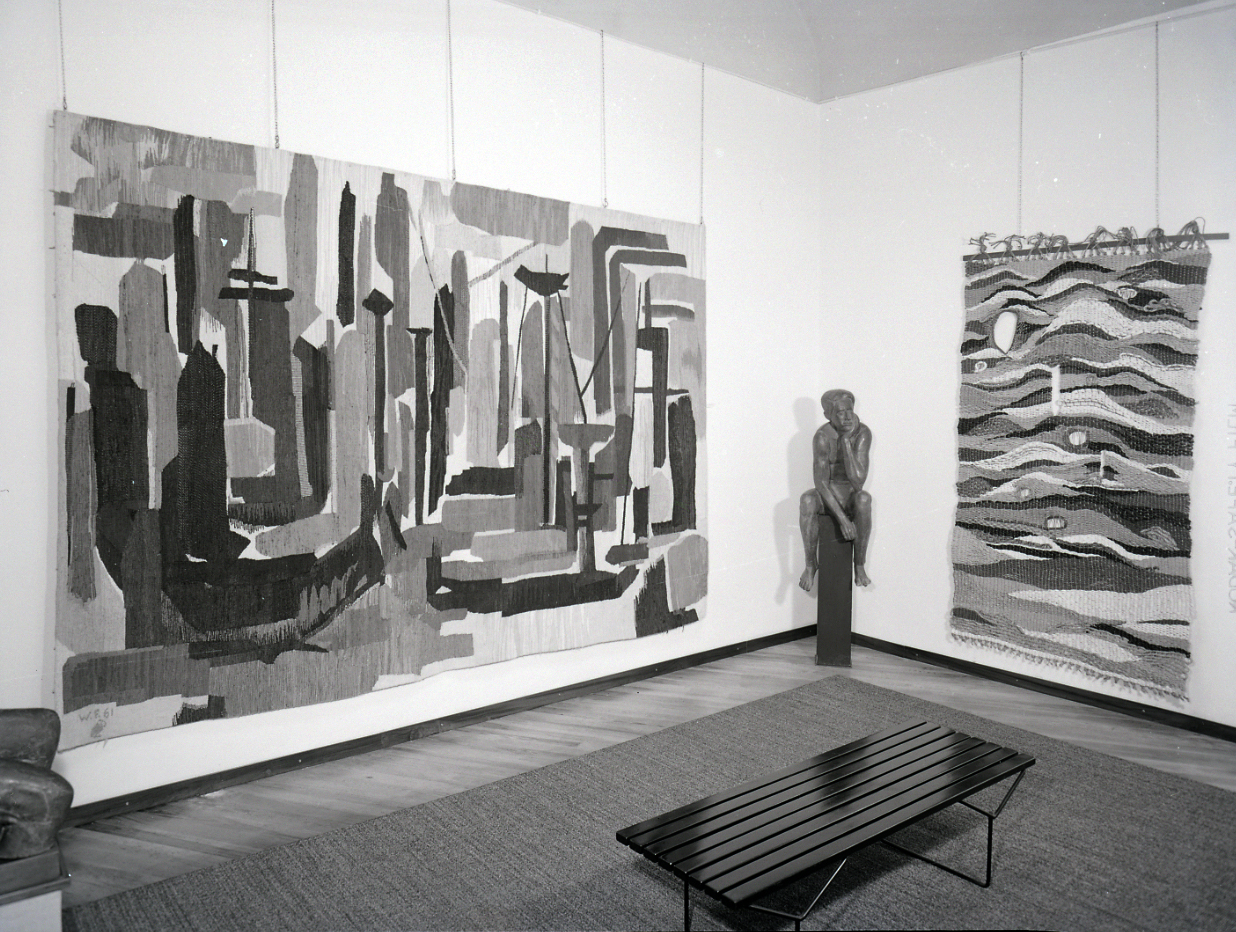
Opere di Capogrossi alla Galleria del Naviglio, Milano, 1963
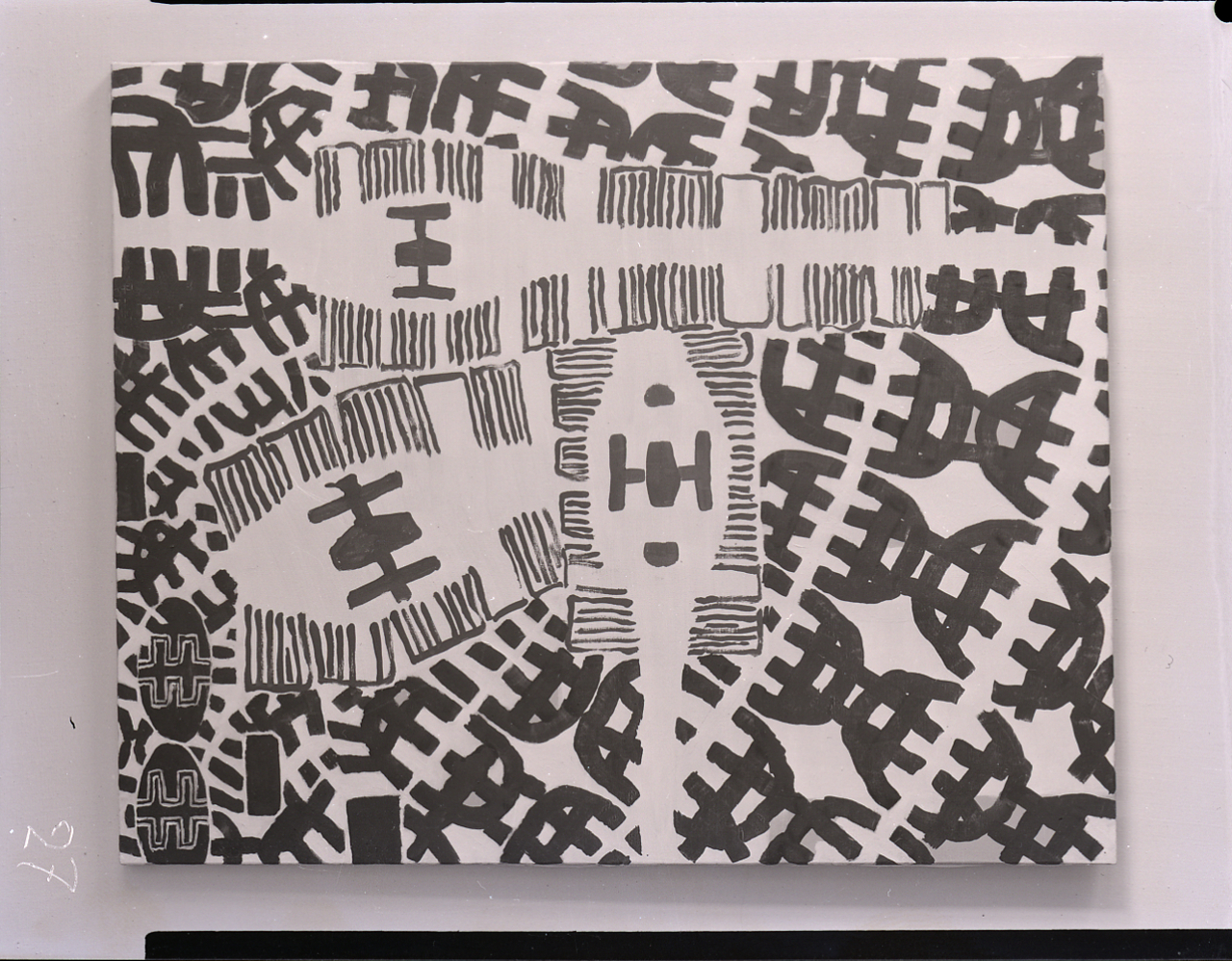
Dipinto di Capogrossi, 1972